# Stage 6 Films
Stage 6 Films, Inc. es una etiqueta de producción de cine de Sony Pictures Worldwide Acquisitions que adquiere y produce largometrajes de bajo presupuesto y que se lanzan directamente a DVD, a pedido o a través de servicio de transmisión. Algunas de sus películas también se estrenan en cines. Una vez que se termina una película, Sony Pictures Worldwide Acquisitions decidirá si la película se estrenará en cines o en una plataforma diferente.
Fundado en 2007, el sello toma su nombre de la ubicación de su oficina principal, el edificio Stage 6 en Sony Pictures Studios en Culver City, CA (originalmente un estudio de sonido real utilizado para películas como The Wizard of Oz).

## Filmografía
| Release Date            | Título                  | Total |
| ----------------------- | ----------------------- | --- |
| 26 de agosto de 2016    | Don't Breathe           | co-distribuido por Screen Gems                                                                               |
| 13 de agosto de 2021    | Don't Breathe 2         | co-distribuido por Screen Gems                                                                               |
| 23 de noviembre de 2022 | Devotion                | Sin aparición de créditos finales; coproducción con Columbia Pictures, Black Label Media y STX Entertainment |
| 13 de enero de 2023     | A Man Called Otto       | coproducción con Columbia Pictures, Playtone, SF Studios, STX Entertainment, Artistic Films y 2DUX²          |
| 20 de enero de 2023     | Missing                 | co-distribuido por Screen Gems                                                                               |
| 28 de abril de 2023     | Sisu                    | coproducción con Subzero Film Entertainment y Good Chaos; co-distribuido en EE.UU con Lionsgate              |
| 12 de mayo de 2023      | Knights of the Zodiac   | coproducción con Toei Company y Sola Entertainment                                                           |
| 7 de julio de 2023      | Insidious: The Red Door | coproducción con Screen Gems, Atomic Monster Productions y Blumhouse Productions                             |
| 20 de octubre de 2023   | Dumb Money              | coproducción con Black Bear Pictures, Ryder Picture Company y Winklevoss Pictures                            |
| 20 de octubre de 2023   | The Persian Version     | co-distribución con Sony Pictures Classics; coproducción con Marakesh Films, Archer Gray y AgX               |

## Próximos lanzamientos
| Lanzamiento | Título       | Notas                                                                             |
| ----------- | ------------ | --------------------------------------------------------------------------------- |
| TBA         | Downtown Owl | coproducción con Kill Claudio Productions, Three Point Capital y Esme Grace Media |